# Roulette Records
Roulette Records ist ein US-amerikanisches Independent-Label, das ab 1957 großen Erfolg mit Interpreten des Rock ’n’ Roll, Jazz, Rhythm and Blues, Rockabilly und daneben auch mit klassischer Musik hatte.

## Geschichte

### Gründung
Das Label wurde im Dezember 1956 von George Goldner sowie seinen Geldgebern Morris Levy, Joe Kolsky und Phil Kahl ins Leben gerufen. Morris Levy übernahm sofort die Rolle des Präsidenten. Die personelle Besetzung des Labels mit erfahrenen Verwaltungsleuten wie Hugo (Peretti) und Luigi (Creatore) als A&R-Leute, Henry Glover, Richard Barrett, Sammy Lowe, Joe Reisman und Teddy Reig als Produzenten war umfassender organisiert als bei vielen anderen Plattenfirmen. Aufnahmeleiter und Arrangeur bei vielen Produktionen war Rudy Traylor. Die erste Veröffentlichung des Labels stellte Country- und Rockabilly-Musiker Jimmie Logsdon unter dem Pseudonym „Jimmy Lloyd“ mit Where the Rio De Rosa Flows / The Beginning of the End (Roulette #7001, erschien allerdings erst im August 1957).

### Die 1950er Jahre

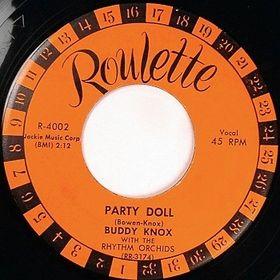
Buddy Knox - Party Doll

Bereits die erste Akquisition des Labels stellte sich als Glücksgriff heraus: Buddy Knox with the Rhythm Orchids, dem Rockabilly zuzuordnen, landete mit seinem im Februar 1957 auf Roulette #4002 veröffentlichten Party Doll auf Platz eins der Pop-Charts und setzte hiermit eine Million Platten um. Die Aufnahme war zuvor mit der B-Seite I'm Sticking with You bei dem kleinen Label Triple-D#797 in Texas ohne Erfolg erschienen. Roulette entschloss sich jedoch, I’m Sticking with You zuvor als Roulette #4001 unter dem Namen Jimmy Bowen als A-Seite zu veröffentlichen und erreichte hiermit Platz 14, ein weiterer Millionenseller. Am 29. April 1957 wurde Rock Your Little Baby to Sleep / Don't Make Me Cry als zweite Single von Buddy Knox veröffentlicht. Kurz darauf entdeckten Hugo und Luigi den Folk-Pop-Sänger Jimmie Rodgers, der am 23. April 1957 einen Plattenvertrag erhielt. Dessen erste im Juli 1957 veröffentlichte Single mit Katalog #4015 Honeycomb / Their Hearts Were Full of Spring landete ebenfalls auf Platz eins und wurde zum dritten Millionenseller des jungen Labels. Rodgers nahm noch sechs weitere Top-20-Singles für Roulette auf. Am 12. August 1957 erschien als #4018 von Buddy Knox dessen dritte Single Hula Love / Devil Woman. Während Buddy Knox bis 1960 bei Roulette blieb und insgesamt neun Singles herausbrachte, kam Jimmy Bowen bis 1960 auf zehn Singles.
Doo Wop wurde von den Cleftones beigesteuert, die eigentlich bei Goldners Gee Records unter Vertrag standen. Henry Glover, gerade von King Records zu Roulette als Produzent gewechselt, holte sie zu Roulette. Ihr She's So Fine / Trudy (Roulette #4094) erschien im Juli 1958, ohne allerdings die Charts zu erreichen. Sie blieben noch bis September 1960 bei Roulette, bevor Glover sie wieder an das reaktivierte Gee-Label übergab.
Schon im April 1957 berichtete das Billboard-Magazin, dass Goldner seine Beteiligungen an Roulette, Rama, Gee und Tico an die Morris Levy-Gruppe für $250.000 veräußert habe. Goldner blieb jedoch als Angestellter in die Verwaltung eingebunden und half auf diese Weise beim Ausbau des Katalogs.
Die Playmates brachten im November 1958 mit Beep Beep eine Platte mit witzigem Text bis auf Platz 4 der Pop-Charts. Der Millionenseller handelte von einem eigentlich langsamen Auto (Nash Rambler), dem es zum Erstaunen des Fahrers eines viel schnelleren Cadillacs gelingt, das eigentlich schnellere Fahrzeug zu überholen, und zwar im zweiten Gang. Das Tempo des Songs beschleunigt sich scheinbar mit der zunehmenden Geschwindigkeit beider Fahrzeuge, bis sie 120 Meilen/h erreichen. Damit wurde die Hase-und-Igel-Geschichte in cleverer Weise in die Pop-Musik transportiert. Dies war bereits die siebte Single der ersten Vokalgruppe von Roulette, sodass sich die Kontinuität ausgezahlt hatte. Die Playmates gehörten zu den Gründerzeiten des jungen Labels, denn mit #4003 (Pretty Woman / Barefoot Girl) hatten sie im Februar 1957 ihre erste Single herausgebracht. Als einem der letzten Rock-&-Roll-Pioniere kam Ronnie Hawkins & the Hawks zum Label. Während Glovers Komposition Teardrops on Your Letter für Hank Ballard im Februar 1959 bei seinem vorherigen Label King Records erschien, wurde im Mai 1959 das rockige Cover Mary Lou von ihm mit Ronnie Hawkins auf den Markt gebracht und erreichte Platz 7 R&B-Charts. Der Song schildert die seltsamen Erfahrungen mit einer Goldschürferin. Sein Forty Days (#4154) vom Juni 1959 besitzt eine ungewöhnliche Vorgeschichte. Es basiert auf einer Chuck-Berry-Komposition, die Thirty Days heißt. „Glover sagte mir, ich sollte einfach 10 Tage draufpacken“, erzählte Hawkins. Berrys Label Chess würde schon nicht klagen, da Berrys Komposition auf der Melodie von When the Saints Go Marchin‘ In basierte. Die Rock-A-Teens konnten mit ihrem wilden, inzwischen klassischen Instrumentalstück Woo-Hoo / Untrue im Oktober 1959 Platz 16 erreichen.

### Die 1960er Jahre
Joe Jones brachte im September 1960 mit seiner Eigenkomposition You Talk Too Much / I Love You (#4104) nach längerer Zeit für das Label wieder eine obere Hitparadenplatzierung mit einem Nummer-3-Hit heraus. Von Jones stammte auch die von Glover komponierte Originalversion California Sun (#4344) vom März 1961. Im Oktober 1961 partizipierte Roulette dann am Twist-Boom mit Joey Dee & the Starliters, deren Peppermint Twist (Part I) / Peppermint Twist (Part II) (#4401) nach einiger Durststrecke für das Label wieder zu einer #1 Pop wurde. Der Song entstand im Auto auf dem Weg zum Studio, Mitautor und Produzent war wiederum Glover. Die Gruppe trat seit September 1960 in New Yorks Peppermint Lounge (128 W 45. Straße) auf. Man beeilte sich, schnell eine live in der Lounge aufgenommene LP Doin' the Twist at the Peppermint Lounge zusammenzustellen, die noch im November 1961 nachgeschoben wurde und eine #2 der LP-Charts erreichte. Der legendäre Ruf des Clubs, von Prominenten wie Jackie Kennedy, Audrey Hepburn, Truman Capote, Marilyn Monroe, Judy Garland oder Frank Sinatra besucht, wurde hierdurch zementiert. Die Gruppe brachte Roulette mit ihren Twist-Platten einen Umsatz von 11 Millionen Exemplaren ein, wobei der Peppermint Twist und die spätere Single Shout jeweils über eine Million Mal verkauft wurden.
Im Jahre 1962 verkaufte George Goldner auch die Labels Gone und End an Morris Levy, der sie als Tochterlabels von Roulette weiterführte. Im Mai 1963 brachten Goldner und Glover die Gruppe Essex ins Studio, wobei Easier Said Than Done / Are You Going My Way (#4494) herauskaum und am 6. Juli 1963 zur Topposition der Charts vordrang.

Tommy James & the Shondells - Hanky Panky

Ab 1966 konnte Roulette dann große Erfolge mit seiner einzigen Rockband Tommy James & the Shondells feiern, beginnend mit einem Cover von Hanky Panky / Thunderbolt, die obskure A-Seite wurde komponiert von Jeff Barry/Ellie Greenwich und entwickelte sich als #1 zum Millionenseller. Die im Mai 1966 veröffentlichte Single wurde von Glover in den Bell Sound Studios in New York produziert. Ihr größter Hit und zugleich mit 5 Millionen verkaufter Platten der umsatzstärkste Hit des Labels war Crimson and Clover, ein mit Klang- und Stimmverzerrungen versehener #1-Hit vom Dezember 1968. Bereits innerhalb der ersten vier Wochen nach Veröffentlichung wurden 700.000 Exemplare verkauft, bis Juni 1969 waren es bereits 2,5 Millionen. Die Gruppe erwies sich insgesamt als äußerst erfolgreich, denn sie brachte Roulette 23 Goldene Schallplatten, 9 Goldene und Platinalben und mehr als 100 Millionen weltweit verkaufter Platten ein. Die Band alleine hielt Roulette am Leben, denn der Katalog ab 1966 beinhaltete keinen anderen erfolgreichen Interpreten. Das Label brachte nachfolgend Oldie- und Zusammenstellungen heraus, konnte jedoch keine erfolgreichen Talente mehr für sich gewinnen.

### Jazz-Katalog
Roulette konnte sich einen umfangreichen Jazz-Katalog aufbauen, weil viele Interpreten im Jazzclub Birdland auftraten, der dem Mitinhaber Morris Levy gehörte. Hierzu gehörten Stan Getz, Johnny Smith und Sonny Stitt. Im August 1958 wurde das Roost-Label erworben. Hier standen zeitweise Joe Williams, Sarah Vaughan, Count Basie, Billy Eckstine und Buddy Johnson unter Vertrag. Für Sarah Vaughan produzierte Henry Glover im Jahre 1962 die Single „Untouchable“ sowie die Alben Star Eyes und Slightly Classical, die er als beste Arbeit seiner Karriere einstufte. Hier entstanden im selben Jahr auch die letzten Aufnahmen von Dinah Washington, beginnend mit dem Album Dinah, woraus die Single „Where Are You“ ausgekoppelt wurde.

### Niedergang
Aus Streit über die Bezahlung mit dem Label-Inhaber Morris Levy erhielt Glover von diesem die Erlaubnis, ein eigenes Label zu gründen, arbeitete aber weiter für Roulette. So entstand im November 1959 das kurzlebige Glover Records, für das er Titus Turner, Larry Dale, Louisiana Red und die ersten Aufnahmen von Ashford & Simpson (als Valerie and Nick) produzierte. Im Jahre 1968 verließ Glover, der am meisten zu dem Erfolg von Roulette beigetragen hatte, das Label. Für Henry Glover sind bei BMI 453 Titel urheberrechtlich registriert.
Im Jahre 1988 verklagte Jimmie Rodgers das Roulette-Label auf Unterschlagung von Tantiemen. Roulette war vertraglich verpflichtet, ihm 3 % des Einzelhandelspreises aller verkauften Platten zu zahlen, die mit Studioproduktionskosten aufgerechnet werden durften. Roulette verlor den Prozess. Levy, mittlerweile auch durch den verlorenen Prozess in finanziellen Schwierigkeiten, verkaufte Roulette schließlich 1989 für über 55 Millionen Dollar an ein Konsortium bestehend aus Rhino-EMI.